# Dupla
Dupla – w dawnej Polsce gruntowy podatek nadzwyczajny. Płacony w XVI wieku przez szlachtę i chłopów na potrzeby wojenne, stanowił dwukrotność (60 gr z łanu) podatku zwyczajnego (sympli - 30 gr). Duplą nazywano też tzw. nową kwartę, wprowadzoną w 1632, z której wpływy miały być przeznaczone na utrzymanie artylerii koronnej.